# Sistema limbico
Il sistema limbico (dal latino limbus, cioè "bordo", "contorno") comprende una serie di strutture cerebrali e un insieme di circuiti neuronali presenti nella parte più profonda e antica del telencefalo, connessi al lobo limbico e correlati alle funzioni fondamentali per la conservazione della specie.
Tale sistema è conservato nella filogenesi, ma non nella funzione, essendo infatti implicato nell'integrazione dell'olfatto, della memoria a breve termine e in funzioni che si fanno più complesse man mano che si sale nell'albero filogenetico, come le emozioni, l'umore e il senso di autocoscienza, che determinano il comportamento dell'individuo. Il sistema limbico svolge anche funzioni elementari come l'integrazione tra il sistema nervoso vegetativo e neuroendocrino.
Il sistema limbico possiede due componenti: una parte relativa alla corteccia e una parte subcorticale più profonda. Della parte corticale fanno parte il giro del cingolo, il paraippocampo, l'ippocampo e la corteccia relativa ai nuclei septali. Le aree subcorticali comprendono invece l'amigdala, la formazione reticolare, il nucleo anteriore del talamo, parte dell'ipotalamo e i nuclei abenulari.
Nell'ambito dell'olfatto è da ricordare che il sistema limbico condivide col rinencefalo numerose strutture (corteccia olfattiva primaria, complesso nucleare dell'amigdala e il neostriato ventrale), che dona quindi una forte interconnessione fra queste due porzioni di encefalo. Nell'uomo però le afferenze olfattive al sistema limbico sono molto marginali, essendo maggiori quelle dalle aree associative della corteccia cerebrale, rendendo rinencefalo e sistema limbico due formazioni separabili e con funzioni diverse.
Il sistema limbico è spesso confuso e soprannominato lobo limbico, che in realtà costituisce solo una componente di tale sistema dopo che, con le recenti scoperte, si è stabilito come numerose attività attribuite al sistema limbico non corrispondono ai limiti anatomici del lobo limbico.

## Disposizione
È piuttosto complicato dare una definizione della disposizione del sistema limbico, essendo un insieme di formazioni connesse al lobo limbico ma non strettamente limitate ad esso: tali strutture sono strutturalmente e filogeneticamente simili, ma non sempre continue, dal punto di vista anatomico.
Ad ogni modo, il lobo limbico si estende per la maggior parte sulla faccia mediale di ciascun emisfero ed è compreso fra il corpo calloso e i lobi frontale, parietale e temporale. In particolare superoanteriormente è separato dai lobi frontale e parietale grazie al solco del giro del cingolo, mentre in direzione posteriore si assottiglia diventando difficilmente visibile, dove prende il nome di istmo. Da qui e inferiormente è separato dal lobo temporale dal solco collaterale.

## Struttura
Come anticipato nell'introduzione della voce, la struttura del sistema limbico non è ristretta al lobo limbico ma risulta essere più complessa per la presenza di ulteriori formazioni non anatomicamente continue ma funzionalmente correlate. Questo quindi rende l'illustrazione delle sue componenti leggermente diversa da quella che si potrebbe trovare nelle descrizioni delle formazioni singole, in quanto deve tenere conto dei collegamenti funzionali con strutture non per forza contigue.

### Lobo limbico

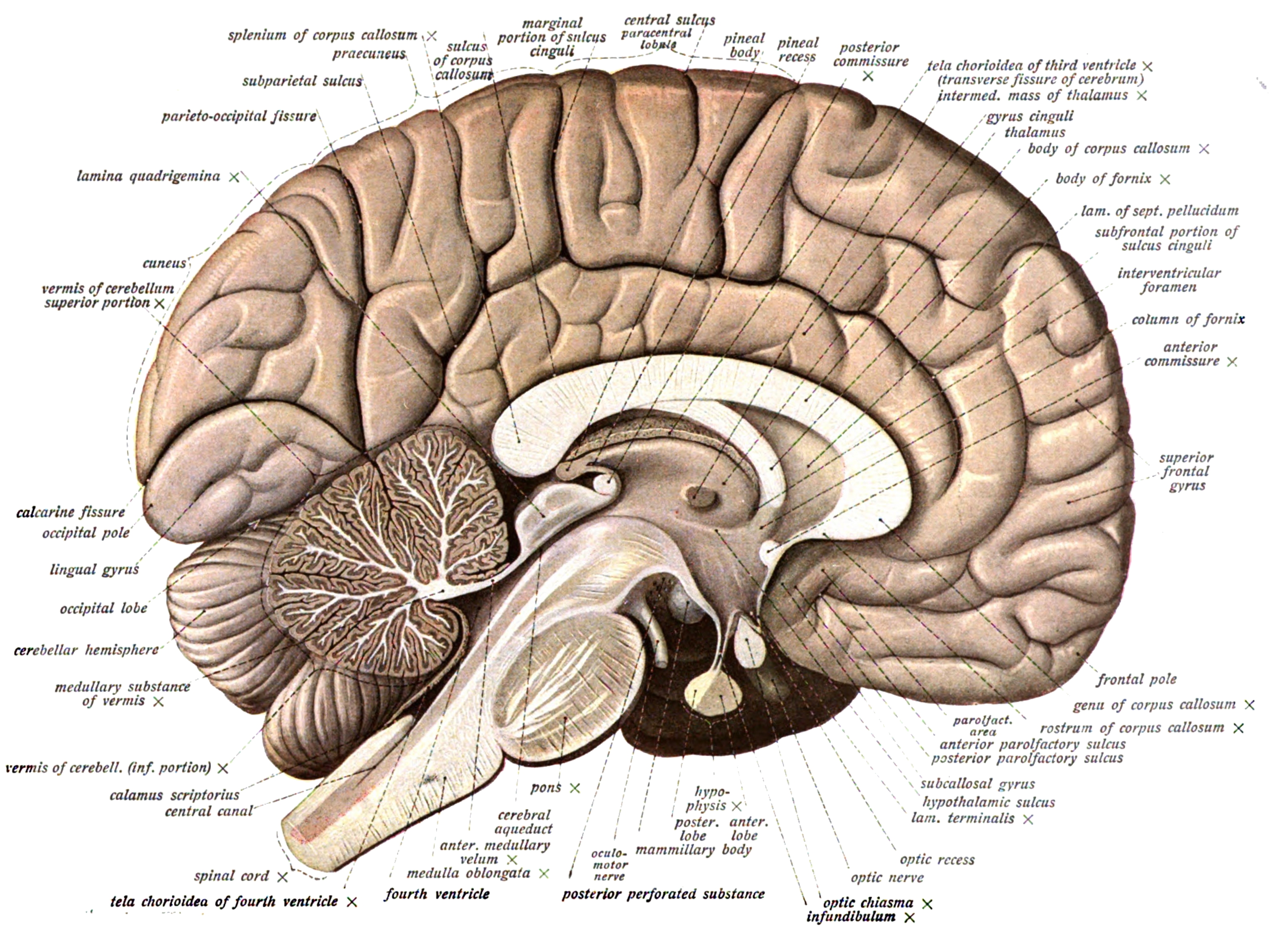
Il lobo limbico è tutta la sostanza immediatamente intorno al corpo calloso

Il lobo limbico è uno dei sei lobi che compongono gli emisferi telencefalici, insieme ai lobi frontale, parietale, occipitale, temporale e dell'insula. È meglio visibile, vista la sua estensione, dal lato mediale dell'emisfero, circonda il corpo calloso ed è composto dal giro sottocalloso, dal giro del cingolo e dal giro paraippocampale, che rappresenta la diretta continuazione posta inferiormente al corpo calloso del primo. Fra i due è presente un assottigliamento detto istmo del giro del cingolo, che rende difficile la sua identificazione. Il lobo è separato dai lobi frontale, parietale e occipitale dal solco del giro del cingolo, dal lobo temporale dal solco collaterale e dal corpo calloso grazie al solco del corpo calloso. Il giro paraippocampale è formato da tre strutture corticali (corteccia entorinale, le cortecce delle aree 27 e 35 e l'uncus che si piega all'indietro formando un uncino) al cui interno sono formate da una corteccia profonda filogeneticamente antica invaginatasi durante l'evoluzione.

### Ippocampo

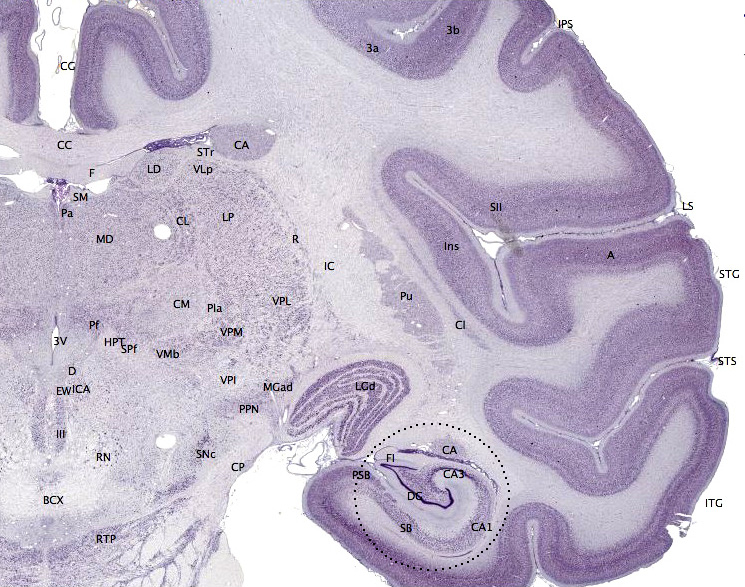
Posizione dell'ippocampo in una sezione frontale di telencefalo

L'ippocampo è una struttura nervosa presente nella profondità del lobo temporale facente parte della formazione ippocampale. È diviso dal corpo calloso in una parte ventrale e in una parte dorsale: quest'ultima risulta molto rudimentale nell'uomo e costituisce l'indusium griseum e altre formazioni vestigiali.
L'ippocampo ventrale nei Primati, invece, è molto sviluppato e l'espansione dell'isocortex caratteristica di quest'ordine ha portato ad uno spostamento e un ripiegamento dell'allocortex ippocampale. L'ippocampo rimane comunque il costituente delle formazioni meso- e allocortex del sistema limbico.
L'ippocampo propriamente detto risulta formato da tre lamine di mesocortex (subiculum, presubiculum e parasubiculum) e due lamine di allocortex (Corno d'Ammone e giro dentato). Il subiculum continua con la corteccia entorinale, un'area di isocortex del giro paraippocampale prossima al solco dell'ippocampo.

#### Giro dentato e corno d'Ammone
Il corno d'Ammone è stato suddiviso in tre settori: CA1, CA2 e CA3. Con CA4 si fa riferimento al giro dentato. CA3 è il settore più interno del corno e si forma dalla continuazione dei due foglietti corticali del giro dentato e prende il nome di ilo dell'ippocampo formato dalle cellule ilari, cioè dei neuroni inibitori GABAergici. Il settore CA3 prosegue nel CA2, breve e con concavità opposta a quella del giro dentato, e nel settore CA1.
Nel corso della filogenesi si è assistito ad un distacco della lamina del giro dentato che si è ripiegato a C aperta offrendo la concavità al corno d'Ammone il quale la occupa con la sua estremità.
Dall'alveus, lo strato di sostanza bianca superficiale del subiculum e del Corno d'Ammone, origina la fimbria, una struttura nastriforme che insieme all'alveus continua nel fornice.

#### Fornice
Il fornice è una formazione di sostanza bianca che costituisce l'organo commessurale dell'ippocampo. Si presenta sotto il corpo calloso e come la continuazione dell'alveus e della fimbria che, piegando in avanti e in alto, formano le gambe del fornice. Le gambe continuano nel corpo, posto dorsalmente al talamo e di fatto rappresentato dall'unione delle componenti di destra e di sinistra del fornice. Continuando anteriormente al talamo si formano le colonne del fornice due fasci simmetrici che si portano in basso: il passaggio davanti al polo anteriore del talamo delimita un foro, il forame interventricolare, che permette la comunicazione fra III ventricolo e ventricolo laterale. Da qui le colonne si portano alla commessura anteriore, una lamina di sostanza bianca, e si dividono in una porzione postcommessurale (costituita da circa i due terzi delle fibre) e precommessurale: la prima porta all'ipotalamo, la seconda ai nuclei settali.
Le fibre trasversali sono presenti nel psalterium (o lira) o commessura del fornice compreso fra le due gambe prima che si fondano per formare il corpo facendo del fornice la formazione commessurale del sistema limbico.

### Complesso nucleare dell'amigdala
Il complesso nucleare dell'amigdala è formata da tre nuclei presenti nel lobo temporale che presentano afferenze e proiezioni diverse l'uno dall'altro:
- gruppo corticomediale: filogeneticamente antico e di origine striatale;
- gruppo basolaterale: filogeneticamente recente e di origine corticale;
- gruppo superficiale: filogeneticamente molto antico e di origine olfattiva;

Si usa denominare amigdala estesa alcune propaggini della sostanza grigia amigdaloidea che si estendono fuori dal lobo temporale che sono parte integrante dell'amigdala stessa dal punto di vista funzionale. Tali nuclei derivano dallo stiramento della sostanza grigia verso la base del proencefalo. La parte ventrale di queste strutture è chiamata sostanza innominata, mentre la regione dorsale nucleo proprio della stria terminale. Queste strutture condividono con l'amigdala, in testimonianza del remoto legame anatomico che le univa, i neurotrasmettitori e i cotrasmettitori cioè la somatostatina, la sostanza P, le encefaline, la dinorfina e la galanina.

### Area del setto
Oltre ai nuclei proprio della stria terminale e alla sostanza innominata, che sono trattate come parte dell'amigdala per via della loro origine, fuori dai confini del lobo temporale sono presenti ulteriori nuclei (probabilmente) localizzati in quella che viene chiamata area del setto tra cui si ricordano: nuclei del setto,  nucleo basale di Meynert, tubercolo olfattivo, sostanza perforata anteriore e nucleo accumbens septi.
Il nucleo accumbens septi, i nuclei del setto e il tubercolo olfattivo sono ampiamente connessi anche con l'ippocampo.

### Altre strutture
- Locus coeruleus: È all'origine della maggior parte delle azioni della noradrenalina nel cervello, ed è coinvolto nelle risposte a stress e panico. Ha proiezioni nel sistema limbico, pur facendo parte dei nuclei laterali del Midollo Allungato (o Bulbo). Deve il suo colorito grigiastro all'accumulo di pigmento melanico, forse un sottoprodotto della produzione della noradrenalina.
- Giro paraippocampale: gioca un ruolo nella formazione della memoria spaziale.
- Giro del cingolo: controllo corticale del battito cardiaco e della pressione sanguigna e implicazioni cognitive specialmente nell'attenzione volontaria.
- Giro dentato: coinvolto nella formazione di nuove tracce mnemoniche.
- Corteccia entorinale: essenziale per il corretto funzionamento del circuito ippocampale, rappresenta la porta di entrata e di uscita del sistema.
- Corteccia piriforme: coinvolta in funzioni olfattive.
- Nucleus accumbens: parte dello striato ventrale (Nuclei della base) sede dei circuiti Cortico-Striato-Talamici del sistema limbico.
- Corteccia orbitofrontale: coinvolta nella presa di decisione, parte della corteccia prefrontale.

## Collegamenti anatomici

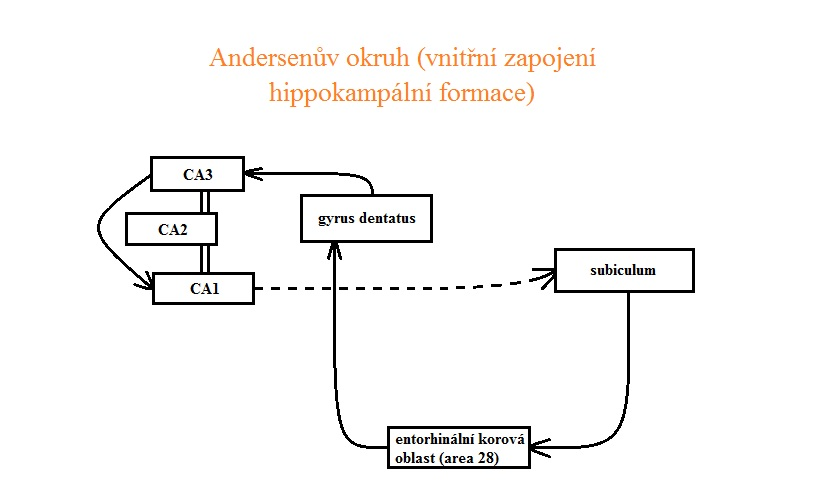
Alcune connessioni ippocampali che riguardano le aree del Corpo d'Ammone

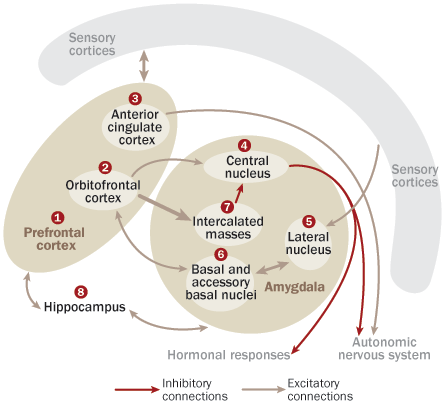
Parte delle connessioni tra amigdala, ippocampo e corteccia cerebrale

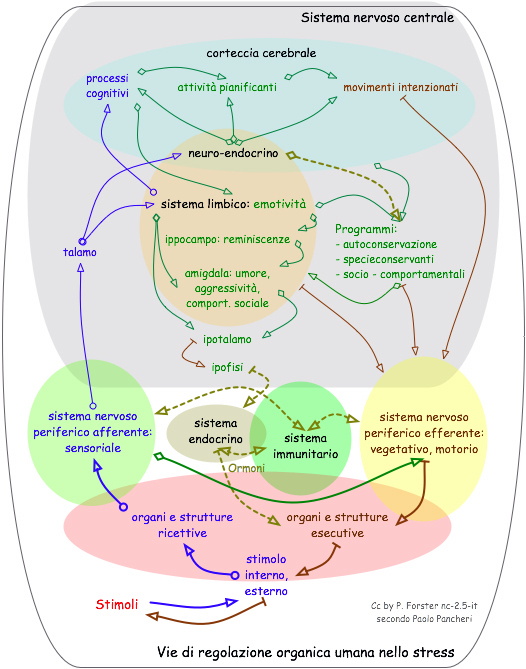
Posizione del sistema limbico all'interno della regolazione dello stress

### Connessioni afferenti ippocampali
Le principali afferenze ippocampali sono proiezioni di natura eccitatoria provenienti dalla corteccia entorinale (detta area 28 di Brodmann). Tali connessioni possono essere suddivise in tre vie: via perforante, via dell'alveus e via temporoammonica. Di queste la prima è la più rappresentata.
La via perforante risulta essere la più recente ed è legata all'evoluzione morfologica che l'ippocampo ha subito nel corso della filogenesi.

Le altre due vie, invece, sono filogeneticamente più antiche in quanto la sequenza delle connessioni rispecchia la disposizione ancestrale delle lamine dell'ippocampo.

#### Via perforante
La via perforante connette le cellule dei granuli del giro dentato direttamente con le cellule piramidali del II strato della corteccia entorinale passando (e quindi perforando) il subiculum. Nel giro dentato gli assoni formano le fibre muscoidi che contraggono sinapsi con le cellule piramidali della regione CA3. Qui i loro assoni dipartono verso la fimbria, ma emettono anche una collaterale, la collaterale di Schaffer,  che si dirige verso i dendriti delle cellule piramidali di CA1. Anche questi assoni si dividono in una componente che si dirige verso la fimbria e una che ritorna verso la corteccia entorinale. Il ritorno a tale corteccia può essere diretto oppure passare per le cellule piramidali del subiculum (indirettamente).

#### Via dell'alveus
Nella via dell'alveus le fibre dalla corteccia entorinale si portano direttamente al corno d'Ammone (sia CA3 che CA1) passando per il subiculum, dove rilasciano qualche collaterali per le cellule piramidali della regione. In questa regione il messaggio nervoso viene integrato con quello proveniente dalle fibre muscoidi del giro dentato generando una convergenza fra le tre vie. La via dell'alveus prosegue attraverso il corno d'Ammone per tornare alla corteccia entorinale sia direttamente che indirettamente.

#### Via temporoammonica
La via temporoammonica è formata da fibre afferenti che dalla corteccia entorinale, attraverso lo psalterium, si portano al corno d'Ammone controlaterale dove contraggono sinapsi con i dendriti delle cellule piramidali. In questa regione il messaggio nervoso viene integrano con quello proveniente dalle fibre muscoidi del giro dentato generando una convergenza fra le tre vie. La via temporoammonica prosegue attraverso il corno d'Ammone per tornare alla corteccia entorinale sia direttamente che indirettamente.

### Connessioni afferenti amigdaloidee
L'amigdala riceve afferenze dalle cortecce sensitive, dal lobo limbico e dal talamo tramite i nuclei corticomediali e basolaterali e dall'ipotalamo e dal tronco encefalico grazie ai soli nuclei corticomediali.
Ai nuclei superficiali arrivano informazioni olfattive dirette dalla stria olfattiva laterale e indirette dalla corteccia olfattiva primaria.

### Connessioni efferenti ippocampali
Le efferenze si portano soprattutto alle aree associative dei lobi frontale, parietale, occipitale e temporale. Tramite la fimbria e il fornice un contingente di fibre dall'ippocampo si porta all'isocortex, fondamentale per le connessioni sottocorticali dell'ippocampo.
Tra le connessioni efferenti, sono da ricordare anche le connessioni all'interno del sistema limbico, le connessioni sottocorticali, che avvengono sia tramite il sistema fimbria-fornice che attraverso la corteccia subicolare ed entorinale. Sono per la maggior parte connessioni reciproche delle quali la più importante è sicuramente quella con i nuclei del setto dal momento che è implicata nei processi cognitivi.

### Connessioni efferenti amigdaloidee
Le fibre efferenti dell'amigdala si impegnano in due vie principali: la stria terminale e la via amigdalofuga. La prima si presenta come un cordoncino di sostanza bianca che connette i nuclei basolaterali al talamo e all'ipotalamo. La seconda diparte dai nuclei corticomediali e in parte dai basolaterali e si dirige sempre a talamo ed ipotalamo, ma anche ai nuclei della base e al tronco encefalico.

## Funzioni
Il sistema limbico opera influenzando il sistema endocrino e il sistema nervoso autonomo. È largamente connesso con il Nucleus accumbens tramite i circuiti cortico-striato-talamici, la cui degenerazione è stata associata all'insorgere di sindromi schizofreniche.
Inoltre il sistema limbico riceve proiezioni dopaminergiche dal mesencefalo che danno vita alla via dopaminergica mesolimbica correlata ai fenomeni di gratificazione e quindi all'effetto delle sostanze d'abuso (oppioidi endogeni e alcune droghe trovano un'abbondanza di recettori in queste strutture cerebrali).
Le proiezioni noradrenergiche provenienti dal nucleo pontino del locus coeruleus (così come le fibre serotoninergiche) sono invece responsabili degli attacchi di panico, ansia, paura di morire, senso di soffocamento e derealizzazione, tutti sintomi che si rinvengono nelle crisi epilettiche della corteccia limbica.
Le proiezioni colinergiche dei nuclei del setto sono invece fondamentali per il mantenimento della memoria: lesioni di tali nuclei portano a disturbi della memoria, come nelle demenze.
Il sistema limbico è strettamente connesso alla corteccia prefrontale. Molti scienziati ritengono che questi circuiti limbico-frontali siano coinvolti nei meccanismo di presa di decisione in base a reazioni emozionali.

## Patologia
In caso di crisi epilettiche limbiche prolungate si dà luogo a una forte attivazione della via perforante che causa un'eccessiva attivazione delle cellule dell'ippocampo provocandone la morte.
La rimozione o la mancanza dell'amigdala portano ad una tendenza all'esplorazione orale degli oggetti, assenza di paura, diminuzione dell'aggressività, aumentata assunzione di cibo ed esagerazione dell'impulso sessuale.